# (8277) Machu-Picchu
(8277) Machu-Picchu est un astéroïde de la ceinture principale découvert le 8 avril 1991 à l'observatoire européen austral par l'astronome belge Eric Walter Elst. Sa désignation provisoire était 1991 GV8.
Il porte le nom de la ville sacrée de Machu Picchu, au Pérou.